# Analytical and Bioanalytical Chemistry
Analytical and Bioanalytical Chemistry è una rivista scientifica dedicata alla chimica analitica e bioanalitica, tra cui lo sviluppo di metodi e strumentazioni di spettrometria di massa, metallomica e caratterizzazione analitica di nano- e biomateriali.
La rivista venne pubblicata per la prima volta nel 1862 con il nome Fresenius' Journal of Analytical Chemistry. Nel 2002 mutò nell'attuale denominazione. Nel 2014 il fattore d'impatto della rivista era di 3,436.